# 大門素麺
大門素麺（おおかどそうめん）とは、富山県砺波市庄下地区の大門集落（旧砺波郡大門村）に伝わる素麺の一つである。

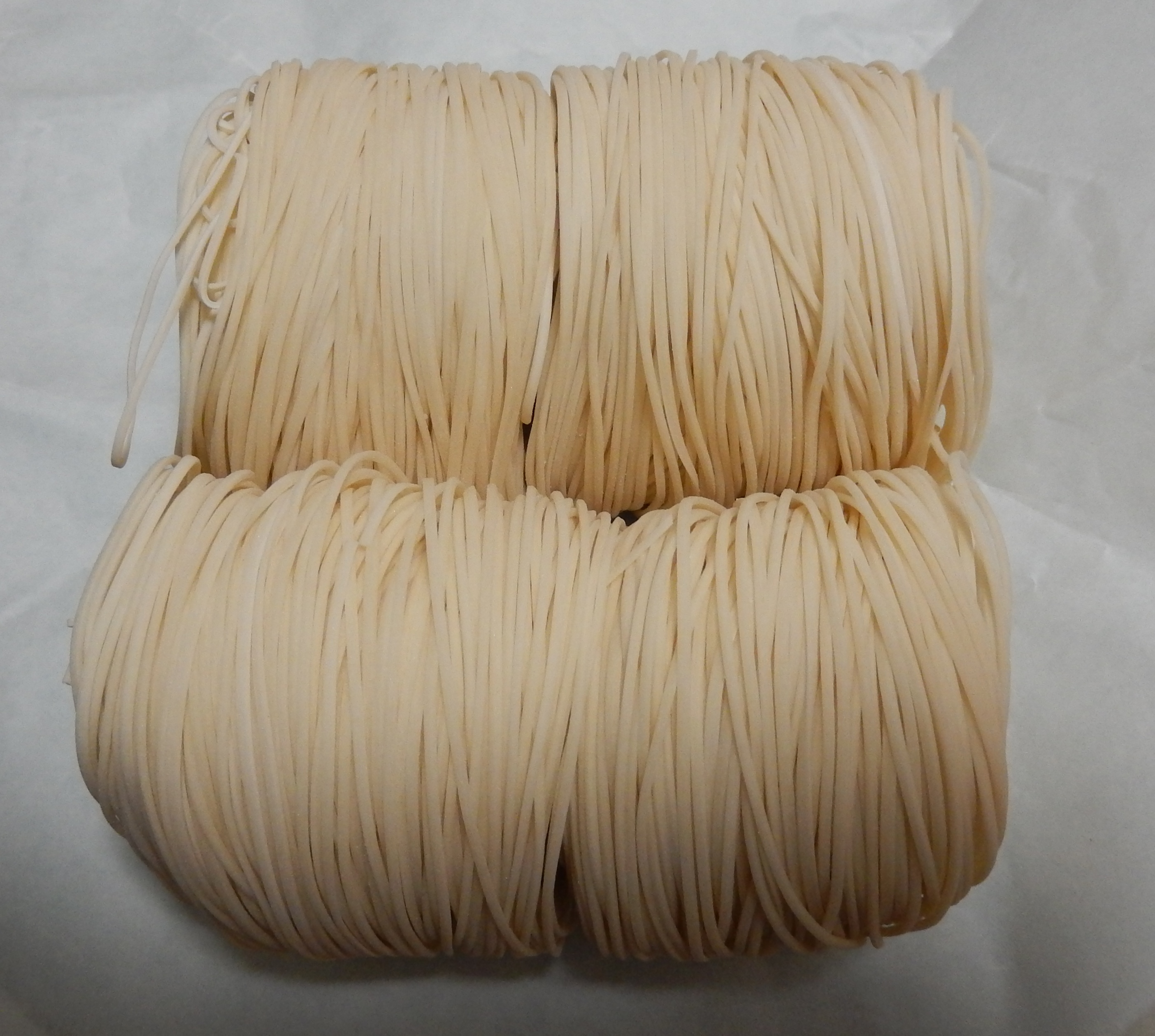
大門素麺

## 概要
1848年（嘉永元年）に越中の国砺波郡大門村の住人である田守三石衛門が売薬行商で能登の蛸島（珠洲市）を訪れたとき、栗田次兵衛達が前田藩の御用素麺作りで豊かな生活を送っていることを知った。
そのことを田守が村の者に伝えたところ、その中から中島次兵衛が蛸島へ行ってその製法を習得し、中島与市や中畠松三郎達有志で農家の冬の副業として行うようになったのが始まりである。今では絶えてしまった輪島素麺の流れをくむ油を使わない手延べ素麺として残った。
一年で最も寒い時期に、絹ふるいにかけて精選した小麦粉を、地元を流れる庄川の清流の伏流水を使って何回もこね、鉢伏山から吹き下ろす寒風にさらして仕上げるのが、この麺の伝統的な製法である。
一般的な棒状ではなく、細く長い麺をまるまげ状に丸めてある全国的にも珍しい手延べそうめんで、その形状から「島田素麺」や「丸まげ素麺」という言い方もされ、食通の間では高い知名度を誇っている 。半乾の長いまま丸めて和紙で包むことから「丸まげ素麺」とも呼ばれる。茹でる前に、丸髷状の麺を2つに割ることが大切で、そうしないととても長い素麺になってしまう。
2004年（平成16年）度の生産量は343トンで全国10位となっているものの、前年2003年（平成15年）度から約200トンもの大幅な減産となった。
こうした減産傾向は、2006年（平成18年）には生産者が12軒で平均年齢は55歳と高齢化や減少が進んでいることによるものとされている。